# María Clara Zurita
María Clara Zurita (Tijuana, 20 de outubro de 1936) é uma atriz mexicana.

## Filmografia

### Telenovelas
- El Bienamado (2017): Aurora vda. de Hernandéz

- Por siempre Joan Sebastian (2016): Doutora Beatriz

- Hasta el fin del mundo (2014): Madre Superiora
- Amor bravío (2012): Ruth
- Como dice el dicho (2011): Chepina
- La fuerza del destino (2011): Evangelina
- Velo de novia (2003): Tocha
- Clase 406 (2003): Sofía Villasana
- Mujer bonita (2001): Dominga
- Gotita de amor (1998): Justa Quiñones
- Dos mujeres, un camino (1993): Elena
- Tenías que ser tu (1992): Chata
- Luz y sombra (1989): Carmen
- El Chapulín Colorado (1982)
- El hogar que yo robé (1981): Teresa
- Pelusita (1980): Ana María
- La señora joven (1972): Soledad Ricarte

### Cinema
- Música de viento (1988): Mirna
- A fuego lento (1980): Teté Maldonado
- Los pequeños privilegios (1978): la Enfermera
- El lugar sin límites (1978): Maria
- El diabólico (1977): Arizona Jane
- Mil caminos tiene la muerte (1977)
- Calzonzín inspector (1974): Leela
- Los enamorados (1972)
- Apolinar (1972): Cecilia
- El sinvergüenza (1971): Jazmín